# Šanta (Gott)
Šanta (keilschriftluwisch: dŠa-an-ta-, sumerographisch auch dAMAR.UD; hieroglyphenluwisch: (DEUS) sà-ta; lydisch Śãntaś, und möglicherweise lykisch Ḫãta) war ein luwischer Gott.

## Verehrung
Die Verehrung des Gottes ist durch theophore Namen belegt, wie zum Beispiel Šanta als althethitischer Befehlshaber, oder Sanduarri, ein Herrscher von Issos im frühen 7. Jahrhundert v. Chr. Als Frauenname ist hethitisch Šanta-wiya „Frau des Gottes Šanta“ belegt. Götze führt weitere theophische Namen auf.
Ferner wird der spätluwische Santa in einigen Fluchformeln angerufen. „Karhuhas, Kupapas und Santas [sollen zornig auf ihn sein]“ fordert eine luwische Inschrift auf dem Fragment einer Steinschale.

## Geschichte
Šanta erscheint in theophoren Personennamen bereits in Texten aus dem Karum Kaneš (vor 1720 v. Chr.). Der erste Nachweis des Gottes aus dem hethitischen Bereich stammt aus dem Vasallenvertrag zwischen Šuppiluliuma I. und Ḫuqqana von Ḫayaša. In der Fluchformel werden außer Šanta die Innarawanteš-Götter (luwisch Annarumenzi) angerufen.

## Funktion
Furlani wollte in Šanta den Hauptgott des luwischen Pantheons sehen und setzte ihn mit dem Wettergott sowie mit dem hurritischen Teššub gleich.
Die Schreibweise von Šanta als „Stierkalb der Sonne“, dAMAR.UD, dem Sumerogramm für Marduk könnte auf eine Gleichsetzung der beiden hindeuten.
Im Ritualtext des Zarpiya von Kizzuwatna gegen die Pest wird er König genannt. Auch hier tauchen die „blutigen“ Annarumenzi auf, die die Gürtel der Bergbewohner tragen und gespannte Bögen halten. Šanta findet sich häufiger in Gesellschaft eines Gottes, der mit dem Sumerogramm dZababa benannt wird, wohl der luwische Gott Iyarri, ein Gott der Kriege und Seuchen. Sowohl Šanta als auch Iyarri tragen Bögen und Pfeile mit sich. Sie finden sich in der Gesellschaft der Marwainzi-Gottheiten, der „Dunklen“. In einem Staatsvertrag Šuppiluliumas I. wird Šanta direkt nach den Kriegsgöttern und vor den Unterweltgottheiten Allatu (Lelwani) und Sonnengöttin der Erde aufgeführt, was als Hinweis darauf gesehen werden kann, dass sich in Šanta sowohl kriegerische als auch unterweltliche Aspekte vereinten. Šanta nahm eine bedeutende Stelle bei der Verehrung der großen See und des mysteriösen tarmana-Meeres in einem Ritual aus dem 13. Jahrhundert v. Chr. ein. In lokalen Kulten galt die Quellgöttin Iyaya als Šantas Begleiterin.
Eine eisenzeitliche Grabinschrift aus Tabal berichtet, dass der ungenannte Bestattete durch Santa, essend und trinkend im Bett verstarb, was vielleicht ein Hinweis auf seine Stellung als Totengott ist. In einer anderen hieroglyphen-luwischen Inschrift aus dem ersten Jahrtausend v. Chr. ruft ein gewisser Panuni Santa und die Marwainzi an, dass sie seine Grabstele schützen mögen.
Sanda war in assyrischer Zeit der Stadtgott von Tarsus.

## Nachleben
Im antiken Kilikien lebte der Kult des Sandan weiter, der mit dem griechischen Herakles synkretisiert wurde.